# Crespi d'Adda
Crespi d'Adda es un pueblo obrero (villaggio operaio) modelo del siglo XIX en Italia, una fracción del municipio de Capriate San Gervasio, en la provincia de Bérgamo (Lombardía) en la orilla izquierda del río Adda. Desde 1995 se encuentra incluido en la lista de lugares Patrimonio de la Humanidad por la Unesco.
Es ciertamente el ejemplo más interesante en Italia del fenómeno de los barrios obreros o pueblos para los trabajadores. Ha quedado perfectamente conservado (en particular su esquema urbano y su apariencia arquitectónica aún están inalterados) y constituye uno de los más completos y originales logros del mundo.

## Historia
La fábrica y el barrio se construyeron durante el último cuarto del siglo XIX por la familia Crespi (industriales del algodón), quienes eligieron las orillas del río Adda, en Lombardía, como lugar donde construir su fábrica de algodón, durante el primer período de la industrialización en Italia. La fundación dio comienzo en el año 1878 por obra de Cristoforo Benigno Crespi, durante la época de empresarios industriales ilustrados, propietarios y filántropos quienes, inspirados por la doctrina social, deseaban satisfacer las necesidades de sus trabajadores y sus familias, cuidando de sus vidas dentro y fuera de la fábrica. La idea era proporcionar a todos los trabajadores una casa pequeña con un jardín de hortalizas, y proporcionar todos los servicios necesarios para sus vidas: una iglesia, una escuela, un cementerio, un hospital, un campo de deportes, un centro comunitario, un teatro, baños públicos, estaciones de bomberos y otras estructuras comunitarias. 
El cementerio de Crespi d'Adda está dominado por la tumba de la familia Crespi, constituida por una pirámide al fondo y una larga avenida arbolada. Las tumbas más ricas son se encuentran dispuestas en torno a este imponente mausoleo, mientras que las más simples, señaladas por cruces de piedra, están más alejadas, como un recuerdo concreto de la estratificación social de la comunidad que aquí descansa. El cementerio está rodeado por un muro circular que acoge todas las tumbas y que quiere simbolizar el abrazo de la familia Crespi a todos los obreros del barrio.
Este experimento de paternalismo empresarial decayó a finales de los años 1920 con la bancarrota de los propietarios, y como resultado de la transformación del paisaje industrial que ha tenido lugar en el siglo XX, como por ejemplo mano de obra extranjera barata y materiales, transporte mejorado, generación de energía a gran escala, más altas aspiraciones de la comunidad local y la productividad incrementada de países anteriormente subdesarrollados.
Actualmente el pueblo está habitado por una comunidad en gran medida descendiente de los trabajadores originales. La fábrica en sí finalmente cerró en 2004, habiendo sido su campo de actividad a lo largo de su existencia la producción de telas de algodón.

## Crespi y la Unesco

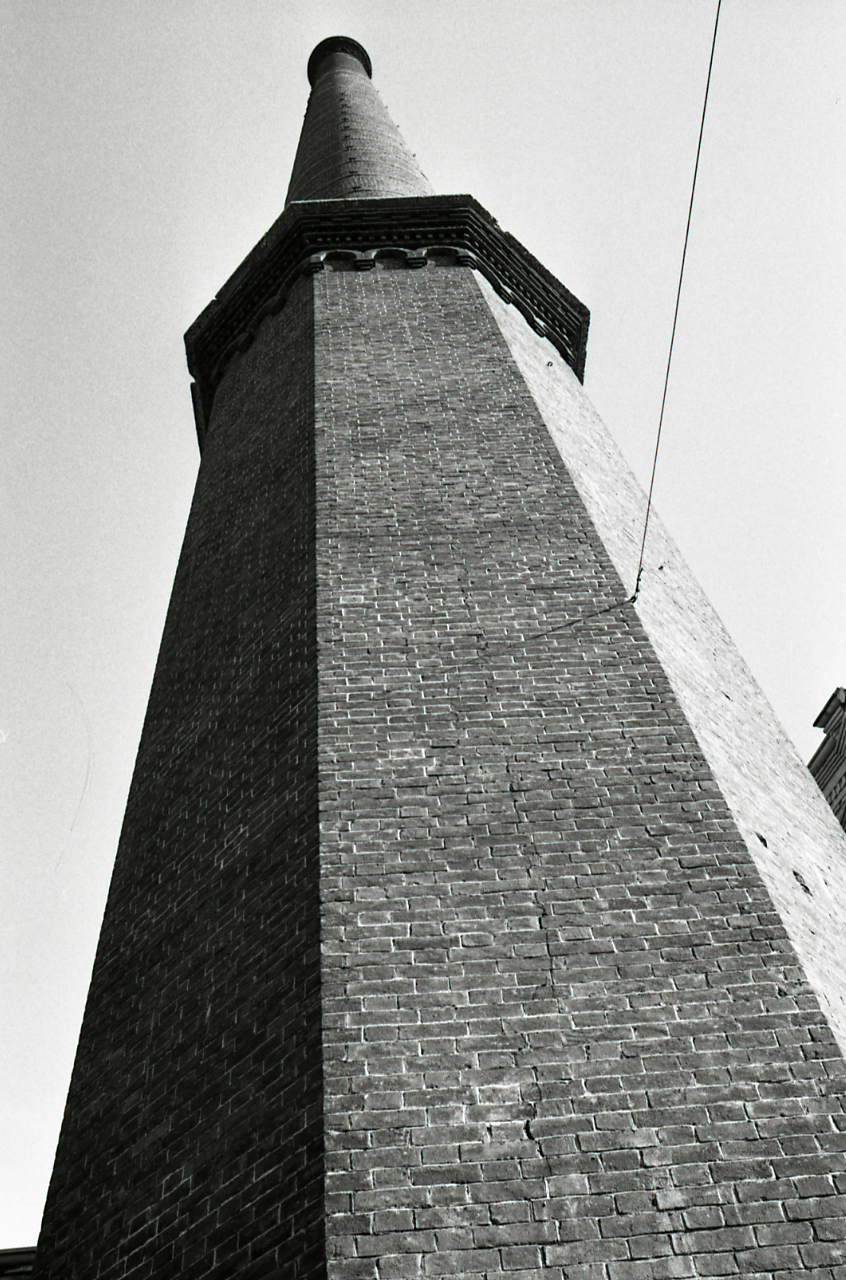
Chimenea de Crespi d'Adda. Foto de Paolo Monti

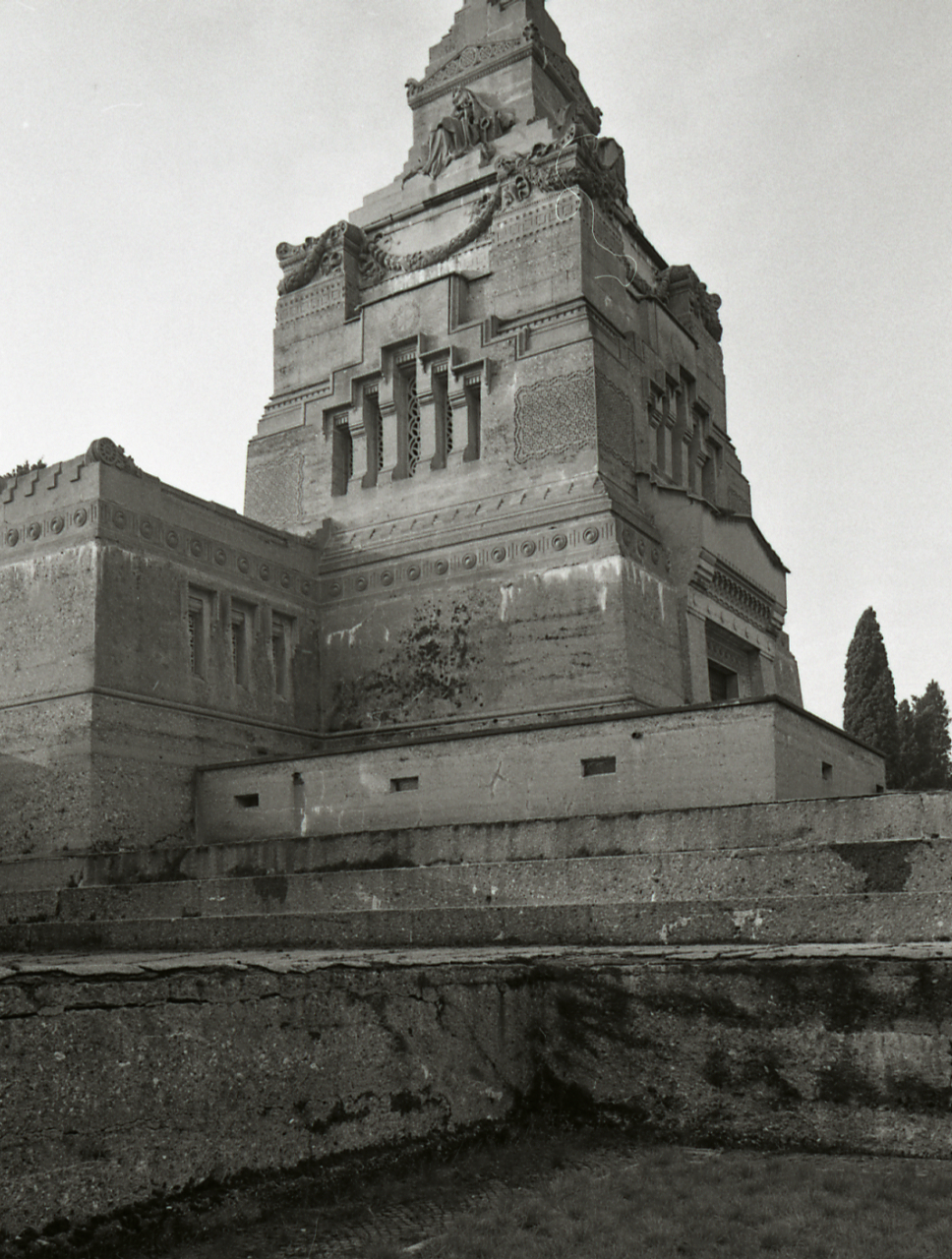
Mausoleo de familia Crespi. Foto de Paolo Monti

A principios de los años 1990, en el municipio de Capriate San Gervasio se propuso una normativa urbanística que pretendía nuevas edificaciones en la zona del barrio obrero. El centro social Hermanos Marx (CSFM), una asociación cultural local consciente del excepcional valor de la población, quiso oponerse a esta voluntad política, decidiendo proponer su inclusión en la lista del Patrimonio de la Humanidad de la Unesco.
El CSFM constituyó - con Legambiente y algunos habitantes del barrio - la Consulta por Crespi, que inició una labor de información y presión sobre los políticos y los órganos de información local para lograr evitar la aplicación de las normas urbanísticas. La operación de lobbying tuvo éxito: la administración decidió no emprender la edificación prevista en la zona histórica del barrio y decidió en lugar de ello apoyar la petición de inclusión en la Lista. En 1994 encargó formalmente al CSFM dirigir el expediente de nominación para presentar a la Unesco, que se presentó en el curso de un convenio internacional en el que participaron, entre otros, Giancarlo Riccio, embajador diplomático y en aquella época codirector del centro para el Patrimonio Mundial de la Unesco en París (lo que se reveló determinante para la inclusión de Crespi en la lista).
En 1994 los lugares italianos candidatos al ingreso en el Patrimonio de la Humanidad Mundial fueron el centro histórico de Siena, Nápoles, Ferrara y el barrio obrero de Crespi d'Adda, aprobándose la candidatura de los cuatro. El 5 de diciembre de 1995 el Villaggio operaio di Crespi entró a formar parte de la lista.